# Pheidole minutissima
Pheidole minutissima är en stekelart som beskrevs av Kusnezov 1952. Pheidole minutissima ingår i släktet Pheidole, och familjen myror. Inga underarter finns listade i Catalogue of Life.